# Die Hochzeit des Camacho
Die Hochzeit des Camacho (MWV L 5) ist eine Spieloper in zwei Akten von Felix Mendelssohn Bartholdy. Die Uraufführung fand am 29. April 1827 im Königlichen Schauspielhaus Berlin statt.

## Entstehung
Im Jahr 1605 und 1615 veröffentlichte Miguel de Cervantes den zweiteiligen Roman El Ingenioso Hidalgo Don Quixote de la Mancha. Darin findet sich im zweiten Teil ab dem 19. Kapitel die Geschichte von der Hochzeit des Camacho, an der der Ritter Don Quixote und sein Knappe Sancho Pansa teilnehmen dürfen. Die Romanepisode wurde vor und nach Mendelssohn mehrfach für die Bühne adaptiert.
In Mendelssohns Libretto sind auch Szenen aus dem Abenteuer Don Quixotes in der Höhle Montesinos aus dem 22. und 23. Kapitel enthalten. Wessen Libretto Mendelssohn verwendete, ist unklar, das Libretto und die Handschrift der Partitur sind nicht mehr vorhanden. Als Librettisten werden Karl Klingemann oder Karl August von Lichtenstein oder Friedrich Voigts genannt, Heinrich Eduard Jacob vermutete, dass die vielstimmige Kritik am Libretto dazu führte, dass am Ende sich keiner laut dazu bekannte.
Ludwig Tieck hatte zur Jahrhundertwende in Berlin eine Neuübersetzung des Don Quixote herausgegeben, Mendelssohn kannte das Buch wahrscheinlich durch seinen Privatlehrer Karl Wilhelm Ludwig Heyse. Mendelssohn komponierte die Oper zwischen Juli 1824 und dem 10. August 1825. 1826 wurde die Oper auf Drängen seiner Mutter Leah bei der Berliner Oper eingereicht. Im Unterschied zum Generalintendanten Carl von Brühl zeigte sich der Generalmusikdirektor Gaspare Spontini wenig geneigt, das Werk anzunehmen. Die Oper ging dann doch in Produktion und wurde am 29. April 1827 mit Heinrich Blume in der Rolle des Don Quixote und Eduard Devrient als Pächter uraufgeführt. Sie blieb die einzige seiner vier Opern, die zu Mendelssohns Lebzeiten aufgeführt wurde. Das Stück wurde allerdings nicht auf der großen Bühne des Opernhauses gegeben, sondern auf der bescheideneren Bühne des Schauspielhauses. Mendelssohn war unzufrieden mit der Aufführung, trotz ausverkauftem Haus, und er ließ sich auch nicht zum Schlussapplaus auf die Bühne bitten. Das Publikum nahm die Oper durchaus beifällig auf, die Presse kritisierte allerdings das wenig bühnenwirksame Libretto. Weitere Aufführungen scheiterten zunächst an der Erkrankung Heinrich Blumes und anderer Sänger und unterblieben dann ganz. Mendelssohns Eintreten für dieses Werk war gering, zumal er sich durch eine Schmähkritik in einer Zeitung verletzt fühlte, zudem hatte er im Sommer 1826 die Arbeit am Sommernachtstraum aufgenommen. So ist vielleicht auch zu erklären, dass Mendelssohns Partitur der Oper verloren ging. Erhalten ist hingegen die Direktionspartitur aus der Hand eines Berliner Berufskopisten, die Mendelssohn während der Aufführungsvorbereitung erheblich überarbeitete. Mendelssohn ließ 1828 bei Friedrich Laue in Berlin einen Klavierauszug seines Jugendwerks drucken. Julius Rietz gab im Rahmen der von ihm verantworteten Gesamtausgabe der Werke Mendelssohns nach 1874 eine Partitur der Oper heraus.
Die Oper wurde später nur sehr selten gespielt. Dagegen wird die Ouvertüre mitunter aufgeführt und ist auch auf Tonträger verbreitet.

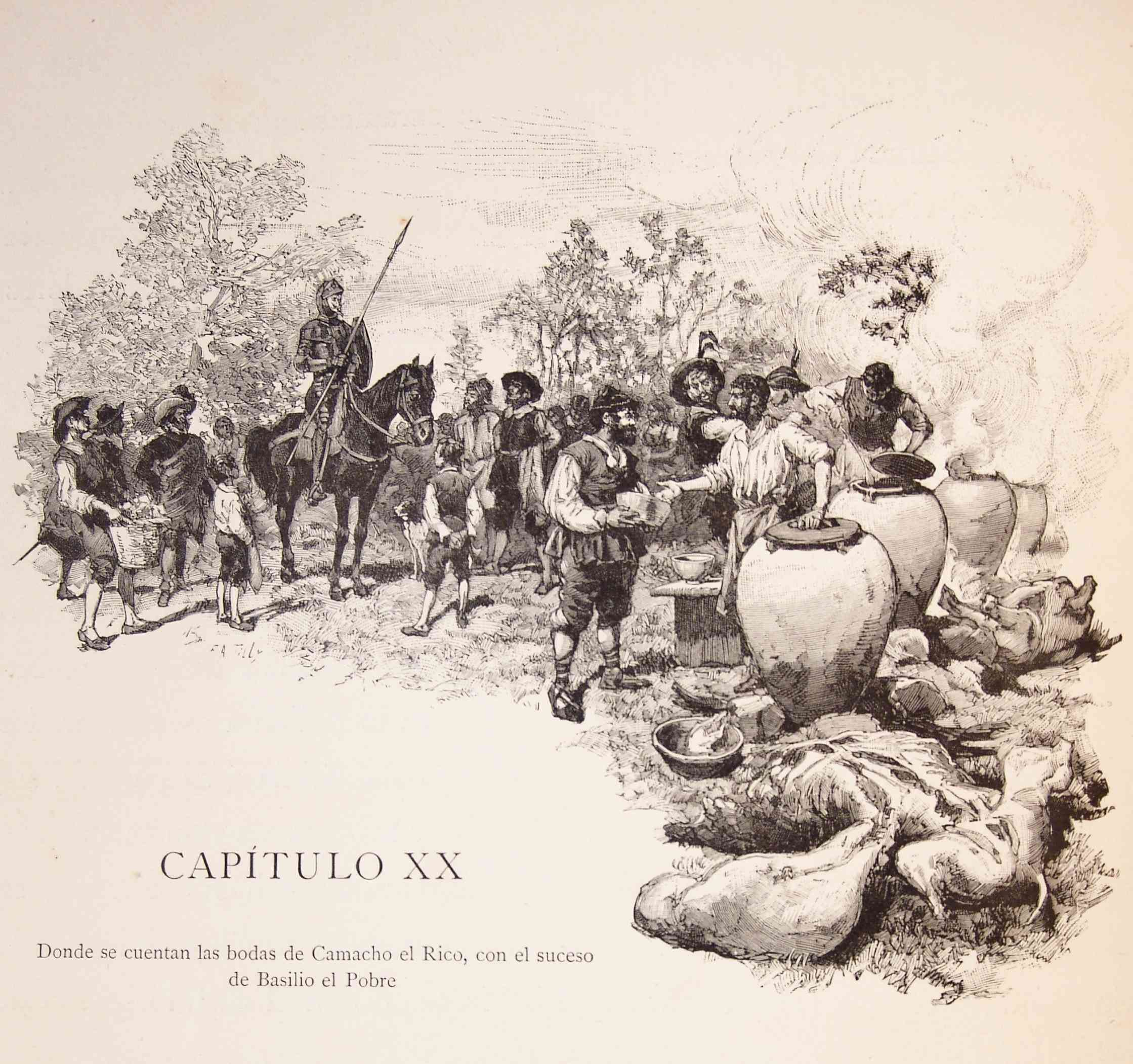
XX. Kapitel: Der Erfolg Basilios (1883)

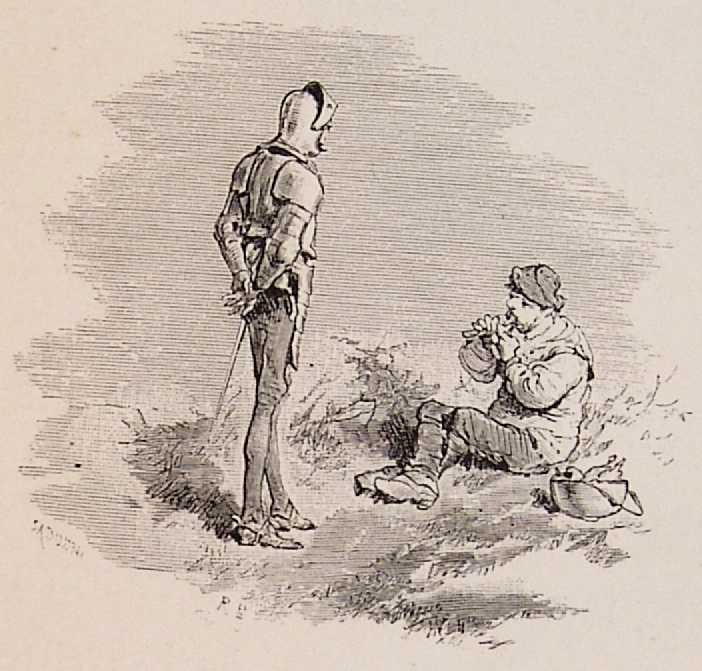
Sancho Panza hat endlich seinen Teil vom Hochzeitsschmaus (1883)

## Handlung
Der Pächter Carrasco will seine Tochter Quiteria mit dem reichen Grundbesitzer Camacho verheiraten, sie aber ist in den armen Studenten Basilio verliebt. Der vorbeireisende Ritter Don Quixote und sein Knappe Sancho Panza werden zum Hochzeitsfest eingeladen. Basilio verschwört sich mit Lucinda und Vivaldo, die ihm helfen sollen, die Eheschließung zu verhindern. Don Quixote kommt ihm allerdings unbeabsichtigt durch sein exzentrisches Verhalten wiederholt dazwischen. Basilio muss vor Carrasco und Camacho und dessen Vettern fliehen, die ihn fricassieren und massacrieren wollen.
Beim Hochzeitsfest führen Tänzer einen allegorischen Streit zwischen Cupido und dem Reichtum auf. Basilio erscheint und ersticht sich zum Schein mit seinem Degen. Er bittet „sterbend“ um die Vermählung mit Quiteria, vorher könne er sein Sterbegelübde nicht ablegen. Don Quixote erscheint das Verlangen einsichtig, der Bräutigam könne ja am folgenden Tag, nach Basilios Ableben, die Witwe ehelichen. Der Priester vollzieht die Trauung, und Basilio springt quicklebendig vom Totenbett. Der so hereingelegte Camacho findet sich am Ende mit Don Quixotes Erkenntnis ab, dass eine Ehe mit einer Frau, die ihn nicht liebt, keine Freude geworden wäre, und erlaubt die Fortsetzung der von ihm eingerichteten Hochzeitsfeier. Don Quixote und Sancho ziehen weiter.

## Auftritte
nach der Partitur von Julius Rietz bei Breitkopf & Härtel

Erster Akt
- Nr. 1. Duett: Quiteria, Basilio Beglücktes Jugendleben
- Nr. 2. Terzett: Quiteria, Basilio, Carrasco Wie? ihr wagt es hier vermessen
- Nr. 3. Arie: Basilio Noch tröstet mich das Vorgefühl
- Nr. 4. Duett: Lucinda, Vivaldo So kehrst du wieder, Geliebter
- Nr. 5. Chor: Viva Camacho, viva Quiteria Carrasco: Bei Liebeln und Grübeln
- Nr. 6. Septett mit Chor: Quiteria, Lucinda, Basilio, Vivaldo, Camacho, Carrasco, Sancho Lasst mich, o lasst mich noch einmal begrüssen
- Nr. 7. Chor und Arie: Sancho Viva Camacho, viva Quiteria, Rezitativ: Basilio So scheid ich denn von Haus und Hof
- Nr. 8. Arie: Quiteria Wer klopft so leise an die Tür?
- Nr. 9. Ensemble: Camacho, Carrasco und deren Vettern Dem sollen die Knochen im Leibe fliegen
- Nr. 10. Finale des ersten Akts: Basilio, Quiteria, Camacho, Carrasco, Lucinda, Vivaldo, Don Quixote, Sancho, Chor Lasset euch winden, dunkle Zypressen; Viva die irrende Ritterschaft!

Zweiter Akt
- Nr. 11. Chor und Arie: Sancho, Köche und Köchinnen Frisch die Hände nur gerühret
- Nr. 12. Lied: Sancho, Bauern und Köche Die schönste Braut im ganzen Land
- Nr. 13. Chor und Don Quixote; Ballet-Divertissement Bolero, Fandango Richtend mag das Spiel entscheiden; Ha, Tigerbrut! Die Unschuld wollt ihr morden?
- Nr. 14. Terzett: Quiteria, Lucinda, Sancho Was sollen mir die rätselhaften Worte?
- Nr. 15. Chor: Brautjungfern und Chorknaben Nun zündet an geweihte Kerzen
- Nr. 16. Ensemble: Quiteria, Lucinda, Vivaldo, Camacho, Carrasco und deren Vettern, Sancho, Mädchen- und Frauenchor Welche Stimme, welche Störung?
- Nr. 17. Finale: Camacho, Carrasco, Vivaldo, Basilio, Lucinda, Quiteria, Don Quixote, Sancho, Chor Wie? betrogen?

## Aufführungen/Aufnahmen
- 1988 Bernhard Klee, Radio-Symphonie-Orchester Berlin, RIAS Kammerchor
- 1992 Jos van Immerseel, Orchester Anima Eterna, Der Junge Chor Aachen. Channel Classics Records, Amsterdam 1993[8]
- 2012 Vasily Petrenko, Royal Liverpool Philharmonic Orchestra im European Opera Centre

## Andere Komponisten und Choreografen
- Georg Philipp Telemann: Don Quichotte auf der Hochzeit des Comacho, 1761
- Antonio Salieri: Don Chisciotte alle nozze di Gamace, 1770
- Louis Milon: Les Noces de Gamache, Ballett, Opera Paris, 1801
- Saverio Mercadante: Don Chisciotte alle nozze di Gamaccio, Cadiz, 1830

## Ausgaben
- Die Hochzeit des Camacho : Oper in zwei Acten. Vollständiger Clavier-Auszug vom Componisten. Laue, Berlin 1828
- Die Hochzeit des Camacho. Partitur. 1874–1882
- Die Hochzeit des Camacho, Oper in 2 Akten. Herausgegeben von Clive Brown [Soli,Chor,Orch]. Text: Carl von Lichtenstein und Friedrich Voigts. 9. April 2011 in Liverpool. Bei Breitkopf & Härtel, Ausgabe 2011